# Brigham (Québec)
Pour les articles homonymes, voir Brigham.
Brigham est une municipalité du Québec située dans la MRC de Brome-Missisquoi en Estrie.
Son économie repose principalement sur les activités agricoles et touristiques.

## Géographie
Brigham, sur les rives de la rivière Yamaska, est accessible via la route 104 et la route 139.

### Municipalités limitrophes

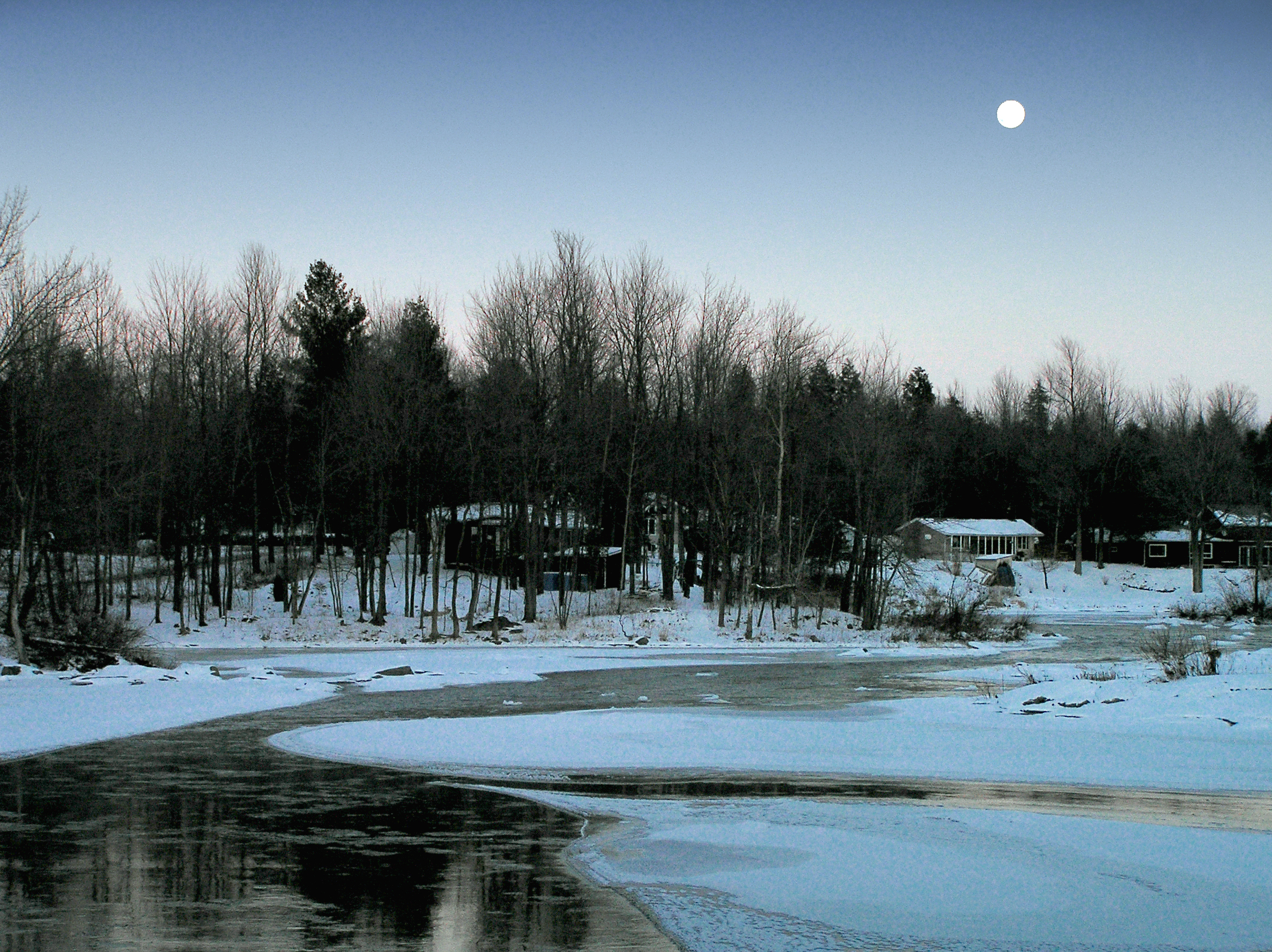
La Yamaska en aval du pont Balthazar

## Histoire
Incorporée en 1855, le nom choisi pour identifier le territoire fut d'abord « La Municipalité de la partie Est du Canton de Farnham ». Cette nouvelle entité englobait aussi alors les villages d'Adamsville et d'East Farnham.
Le village d'East Farnham se sépara du canton en 1914 pour former une municipalité distincte. Le village d'Adamsville fit de même en 1916. Ironiquement les séances du canton continuèrent de s'y tenir durant quelques années.
En 1961, la municipalité du Canton d'East Farnham changea son nom pour municipalité d'Adamsville (à ne pas confondre avec le village qui sera finalement annexé par Bromont en 1974). Même s'il servait déjà à désigner le bureau de poste depuis plusieurs années, le nom actuel de la municipalité ne fut adopté qu'en 1981. On tenait ainsi à honorer la mémoire d'une de ses pionniers M. Eratus Oakley Brigham, qui fut conseiller municipal et propriétaire d'une tannerie sur les rives de la rivière Yamaska à la fin du XIXe siècle.

## Démographie

### Population
| 1991  | 1996  | 2001  | 2006  | 2011  | 2016  | 2021  |
| ----- | ----- | ----- | ----- | ----- | ----- | ----- |
| 2 284 | 2 290 | 2 250 | 2 408 | 2 457 | 2 306 | 2 282 |

| Langue              | Population | Pct (%) |
| ------------------- | ---------- | ------- |
| Français seulement  | 1 890      | 78,75 % |
| Anglais seulement   | 410        | 17,08 % |
| Français et Anglais | 35         | 1,46 %  |
| Autres langues      | 65         | 2,71 %  |

## Administration
Les élections municipales se font en bloc pour le maire et les six conseillers.
| Brigham Maires depuis 2003                                                                                           |                 |         |          |
| Élection | Maire           | Qualité | Résultat |
| 2003 | Steven Neil     |         | Voir     |
| 2005 | Steven Neil     | Voir    |          |
| 2009 | Steven Neil     | Voir    |          |
| 2013 | Normand Delisle |         | Voir     |
| 2017 | Steven Neil (2) |         | Voir     |
| 2021 | Steven Neil (2) | Voir    |          |
| Élection partielle en italique Depuis 2005, les élections sont simultanées dans toutes les municipalités québécoises |                 |         |          |

## Sites d'intérêts
Brigham possède deux ponts couverts, soient le pont Balthazar et le pont Decelles, tous deux traversent la rivière Yamaska.
Le pont Balthazar a été construit en 1932 et le pont Decelles en 1938.